# Província de Kermansah

Comtats de Kermansah

La província de Kermansah, Kermanshah/Kirmaşan (persa: استان كرمانشاه), en kurd: Provinsa Kurdmansan, és una de les 31 províncies de l'Iran. Aquesta província era coneguda des de 1969 fins a 1986 com a Kermanshahan i des de 1986 fins a 1995 com a Bakhtaran. Es troba a la regió 4.
El 2006 tenia 1.879.385 habitants
Ocupa 24.998 km². Kemanshah conté 14 shahrestans (districtes): Dalaho; Gilan-e-gharb; Harsin; Islamabad-e-gharb; Javanrud; Kangavar; comtat de Kermanshah; Paveh; Qasr-e-Shirin; Ravansar; Sahneh; Sarpol-e-Zahab; Solas-e-Babajani i Sonqor.
La capital provincial és la ciutat de Kermansah (34° 18′ N, 47° 4′ E / 34.300°N,47.067°E).

## Història
Aquesta província conté moltes restes del Paleolític en diverses coves. Les primeres restes de neandertals a l'Iran es van trobar a la cova de Bisitun. La primera evidència de la domesticació de la cabra es va documentar a Ganj Dareh. El 2009, es va descobrir el poble més antic de l'Orient Mitjà (9800 aC) a Sahneh.

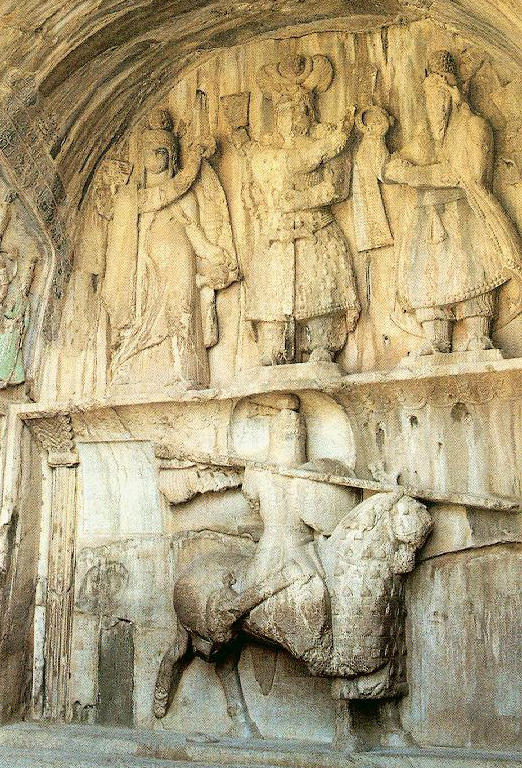
Es creu que Còsroes II està en aquest relleu a Taq-e Bostan. A la seva esquerra es troba Ahura Mazda, a la seva dreta Anahita, i a continuació es troba un cavaller persa a cavall.

## Clima
Té un clima temperat de muntanya, amb una pluviometria anual d'uns 500 litres i, en el mes més càlid, la temperatura mitjana és de 22 °C.

## Economia
Kermansah dona el seu nom a un tipus de catifa persa. També elabora uns famosos pastissos d'arròs coneguts com a Nân berendji. Té un tipus especial de petroli, el Roghan Kermanshahi.

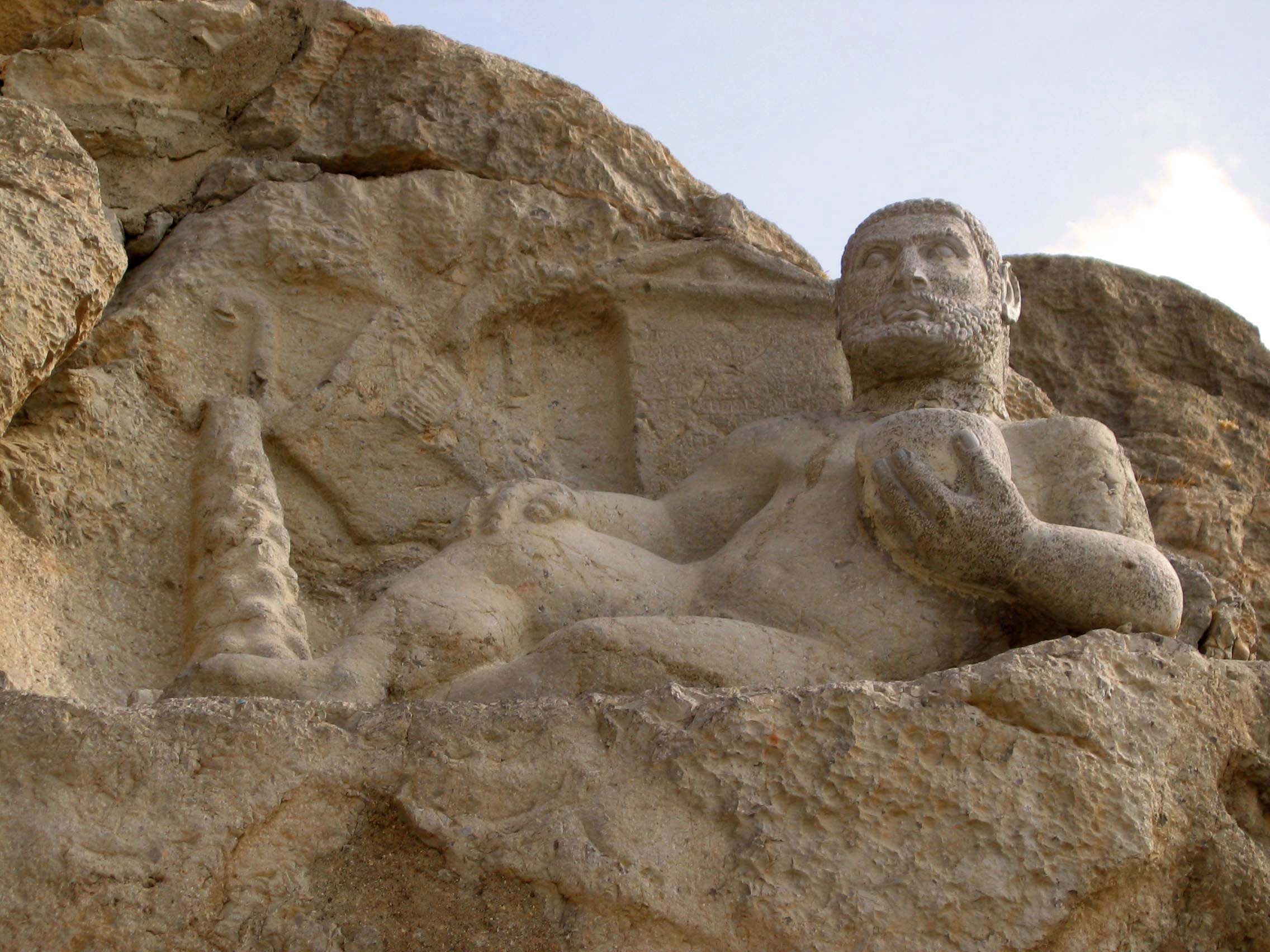
Bahram com a Hèrcules

Behistun és famós pels seus relleus de l'era dels parts.